# Wonderwall (노래)
〈Wonderwall〉 은 영국의 록 밴드 오아시스의 곡으로 밴드의 기타리스트이자 메인 작곡가 노엘 갤러거에 의해 쓰였다. 널리 알려져 있고 스스로도 인정하는 비틀즈의 팬인 그답게 비슷한 제목을 갖고 있는 《Wonderwall Music》은 조지 해리슨이 작곡한 60년대 영화의 사운드트랙이자 그의 첫 번째 솔로 앨범의 제목이었다. 1995년 10월 《(What's the Story) Morning Glory?》의 세 번째 싱글로 발매된 후 〈Wonderwall〉은 곧 영국 싱글 차트 2위와 핫 100싱글 차트 8위, US 힛 탑10을 석권하며 그들의 미국 재패의 가능성을 입증하였다. 이 싱글은 1996년 2월 오스트레일리아에서도 1위에 오르는 성공을 거두었다. 〈Wonderwall〉은 오아시스의 수많은 곡들 중에서도 꾸준한 사랑을 받아와 2008년에는 76번째로 영국에서 가장 많이 팔린 싱글, 싱글과 다운로드 세일에서 백만장이상이 팔린 플래티넘 앨범이 되었다.
이 곡은 또한 그들의 컴필레이션 앨범 《Stop the Clocks》와 《Time Flies... 1994–2009》에도 수록되어 있다.

## 배경
노엘 갤러거의 말에 의하면 이 곡은 그가 오아시스의 투어를 하던 도중 콘서트장에서 만난 한 소녀에 관한 곡이라고 한다. 노엘의 전 여자친구 메그 매튜스를 위한 곡이라는 주장도 자주 제기되곤 한다. 그들은 1997년에 결혼했지만 4년 뒤 이혼했다. 후에 그는 이 곡은 전혀 그녀에 대한 곡이 아니며 당시 떠돌아 다니는 루머에 동조해야 할 것 같은 기분을 느꼈을 뿐이라고 말했다. "내게 이 곡이 주는 의미는 맘대로 덤벼드는 각종 미디어들 때문에 사라졌어. 네 부인이 이걸 봤는데 어떻게 그게 그녀를 위한 게 아니라고 말할 수가 있겠어? 이건 그냥 너 자신으로부터 널 구해줄 상상 속의 친구에 관한 곡이야."
2008년 리암 갤러거가 이 곡에 관해 코멘트를 던졌다. "난 그 빌어먹을 노래가 맘에 안 들어. 불러야 할 때마다 토할 것 같아. 문제는 이게 우리에게 엄청, 엄청 중요한 곡이라는 거지."

## 트랙
- UK CD CRESCD 215
  1. Wonderwall - 4:19
  2. Round Are Way - 5:42
  3. The Swamp Song - 4:15
  4. The Masterplan - 5:23
- UK 7" CRE 215
  1. Wonderwall - 4:19
  2. Round Are Way - 5:42
- UK cassette CRECS 215
  1. Wonderwall - 4:19
  2. Round Are Way - 5:42
- UK 12" CRE 215T
  1. Wonderwall - 4:19
  2. Round Are Way - 5:42
  3. The Swamp Song - 4:19
- USA CD 49K 78204
  1. Wonderwall - 4:15
  2. Round Are Way - 5:41
  3. Talk Tonight - 4:11
  4. Rockin' Chair - 4:33
  5. I Am the Walrus (Live) - 8:14
- USA cassette EPIC 78216
  1. Wonderwall - 4:15
  2. Round Are Way - 5:41
  3. Talk Tonight - 4:11